# Ара Леара
Арата Леара (Anodorhynchus leari) е вид птица от семейство Папагалови (Psittacidae). Видът е застрашен от изчезване.

## Разпространение и местообитание
Разпространен е в Бразилия.